# 在仙台オーストラリア領事館
在仙台オーストラリア領事館（ざいせんだいオーストラリアりょうじかん、英語: Consulate of Australia in Sendai）は、かつてオーストラリアが日本の宮城県仙台市に設置していた領事館。
1992年11月より活動していたが、2007年10月頃に閉鎖された。

## 所在地
〒980-0021　宮城県仙台市青葉区中央3-2-1 青葉通プラザ14階

## 領事
| 代 | 氏名（日本語）               | 氏名（英語）           | 着任       | 退任       | 備考        |
| -- | ---------------------------- | ---------------------- | ---------- | ---------- | ----------- |
| 1  | グレニス・シャントナー       | Glenys Schuntner       | 1992年10月 | 1997年12月 | [ 4 ] [ 5 ] |
| 2  | デイビッド・アラン・ローソン | David Alan Lawson      | 1997年     | 2001年     | 大阪総領事  |
| 3  | キャサリン・マリア・テイラー | Catherine Maria Taylor | 2002年     | 2007年     | 大阪総領事  |